# Адальберт II (маркграф Тосканський)
Адальберт II Багатий (* близько 875—†915), маркграф Тосканський (886—915), маркіз (дукс) Корсики, син маркграфа Адальберта I, онук маркграфа Боніфація II. Зосереджував свою увагу на вирішенні проблем у Ломбардії, оскільки лангобардські правителі намаглись звільнитись від влади Каролінґів.
Був одружений з Бертою, дочкою короля Лотарингії Лотара II та вдовою Теобальда, з якою мав трьох дітей:
- Гі
- Ламберт
- Еменгарда (†29 лютого 932)